# Isomira sericea
Isomira sericea es una especie de escarabajo del género Isomira, familia Tenebrionidae, orden Coleoptera. Fue descrita científicamente por Say en 1824.
La especie se mantiene activa durante los meses de marzo, abril, mayo, junio, julio y agosto.

## Descripción
Mide 5-5,5 milímetros de longitud.

## Distribución
Se distribuye por Estados Unidos y Canadá.